# Eldrine
Eldrine (zapis stylizowany: ƎLDRINE) – gruziński zespół rockowy założony w 2007, znany również jako Eldraini, reprezentant Gruzji w 56. Konkursie Piosenki Eurowizji (2011).

## Historia zespołu
W styczniu 2011 muzycy zaprezentowali swój debiutancki album studyjny, zatytułowany Fake Reality. W lutym znaleźli się w gronie dziesięciu finalistów gruzińskich eliminacji eurowizyjnych, do których zgłosiła się z piosenką„One More Day”. 19 lutego wygrali finał eliminacji, zostając reprezentantami Gruzji w 56. Konkursie Piosenki Eurowizji w Düsseldorfie. Pod koniec miesiąca z zespołu odeszła Tamar Wadaczkoria, a jej miejsce w roli wokalistki zajęła Sofio Toroszelidze. 10 maja wystąpili jako dziewiąci w kolejności w pierwszym półfinale konkursu i z dziewiątego miejsca awansowali do finału rozgrywanego 14 maja. Wystąpili w nim z ostatnim, 25. numerem startowym i zajęli dziewiąte miejsce ze 110 punktami na koncie, w tym m.in. z maksymalnymi notami 12 punktów od Litwy, Ukrainy i Białorusi. Po finale konkursu zostali wyróżnieni nieoficjalną nagrodą im. Barbary Dex przyznawaną najgorzej ubranym uczestnikom Eurowizji.

## Członkowie zespołu
Obecni
- Mariam Tomaradze (Mari) – śpiew (od 2012)
- Micheil Czelidze (Miken) – gitara, wokal wspierający (od 2007)
- Beso Cichelaszwili (DJ BE$$) – gitara rytmiczna, talerze, wokal wspierający (od 2007)
- Irakli Bibilaszwili (Bibo) – gitara basowa (od 2007)
- Dawit Czangoszwili (Chango) – perkusja (od 2007)

Byli
- Tamar Wadaczkoria (Tako) – śpiew (2007-2011)
- Tamar Szekiladze (Tamta) – instrumenty klawiszowe, wokal wspierający (2007-2012)
- Sofio Toroszelidze (Sopho) – śpiew (2011-2012)

## Dyskografia

### Albumy studyjne
- Fake Reality (2011)